# Angobó
Angobó é uma aldeia de São Tomé e Príncipe, localiza-se no Distrito de Caué, ilha de São Tomé, próxima às localidades de Aguã João, de Aliança, de São João dos Angolares e de Boa Vista.